# Josef Pöttinger
Josef Pöttinger (München, 1903. április 16. – München, 1970. szeptember 9.) német labdarúgó és edző. Teljes pályafutását az FC Bayern München színeiben játszotta le, valamint 14 alkalommal húzta magára a német válogatott mezét, és 9 gólt lőtt benne.

## Pályafutása

### Klubcsapatban
Pöttinger 16 évesen debütált az FC Bayern München felnőtt csapatában. Csatárként technikai képességeiről vált híressé. Gyorsasága miatt csak brutális szerelésekkel voltak képesek megállítani. Ezek miatt rövid pályafutását sérülések hátráltatták. Az 1925-1926-os szezonban megnyerte a dél-német bajnokságot, amely során 57 gólt szerzett. Klubpályafutása legnagyobb sikere az 1928-as nemzeti bajnokság elődöntőjében való részvétel volt. Pályafutásának egy 1930-ban szerzett térdsérülés vetett véget.

### A válogatottban

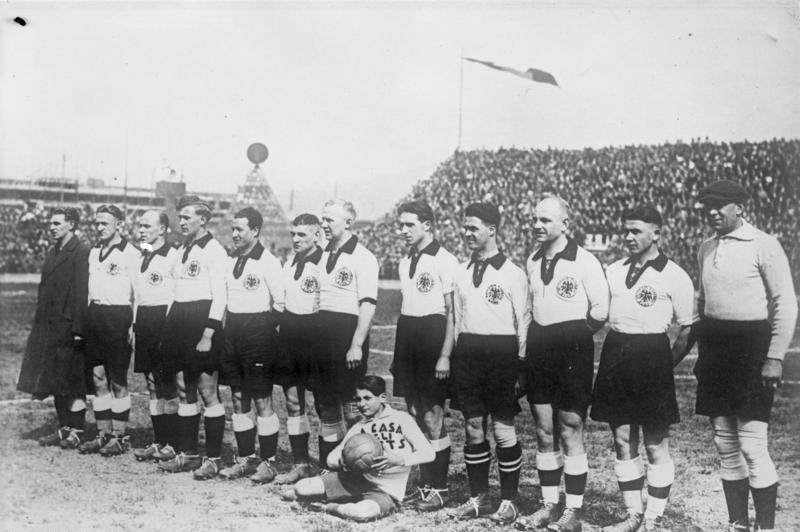
Pöttinger jobbról a negyedik

Első mérkőzése a Német labdarúgó-válogatottban a Hollandia ellen 4-2-re megnyert Düsseldorfban játszott mérkőzés volt 1926. április 18-án. Részt vett az 1928. évi nyári olimpiai játékokon. 1930-ig volt válogatott. Statisztikája a válogatottban: 14 mérkőzésen 9 gólt szerzett.

### Edzőként
Edzette a VfB Pankow, 1. SV Jena, Teutonia Munich, VfB Stuttgart, FC Bayern München, 1. FC Lichtenfels, és BC Augsburg csapatait.